# Nebbiolo

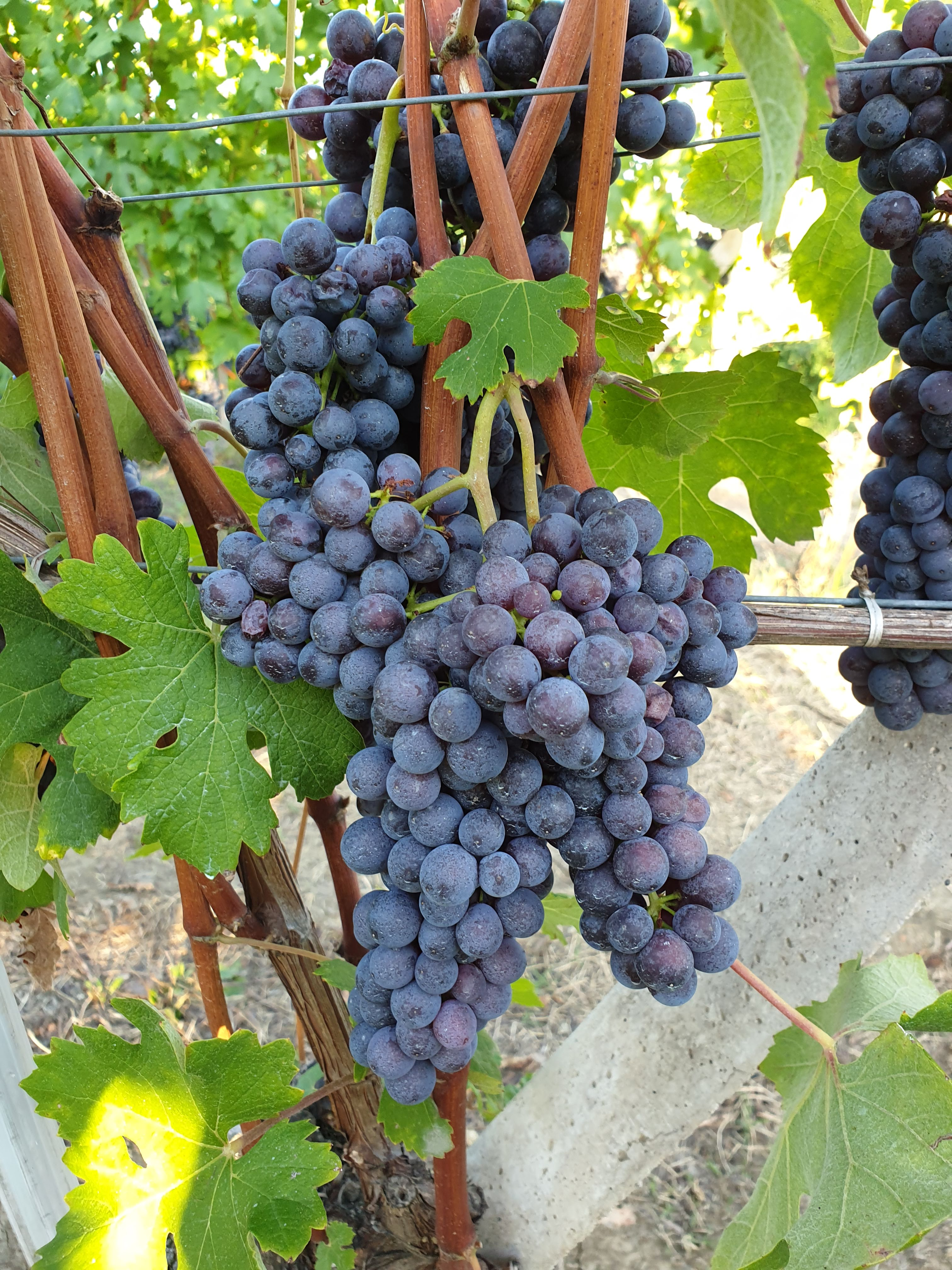
Hrozen odrůdy Nebbiolo

Nebbiolo je odrůda révy vinné, která pochází z Itálie. Vyrábějí se z něj červená vína s chráněným označením Denominazione di origine controllata e garantita (DOCG) jako Barbaresco, Barolo a Ghemme. Celosvětově se pěstuje na 5 993 hektarech, většina vinic se nachází na území Piemontu. Nejkvalitnější vína pocházejí z regionů Langhe a Roero. Nebbiolo se pěstuje také ve Valtellině, na Sardinii a v Údolí Aosty, kde se mu říká Picutener. 
Název je odvozován od italského slova nebbia (mlha). Může odkazovat na ojíněný povrch bobulí nebo na sklizeň, která se odehrává za podzimních mlh. První písemná zmínka o této odrůdě pochází z roku 1268 z Rivoli.
Nebbiolo vyžaduje teplé a suché podnebí a půdu s obsahem vápence. Raší brzy, takže je ohroženo jarními mrazíky. Za deštivého podzimu je napadá plíseň šedá. Sklízí se v druhé polovině října. Víno je bohaté na tanin a vyžaduje dlouhé zrání. Má intenzivní granátovou barvu a v chuti se objevují tóny fialek, lesního ovoce, tabáku a čokolády. Mohou se vyrábět cuvée Nebbiola s odrůdami Barbera, Pinot noir nebo Cabernet Sauvignon. Doporučuje se podávat k hovězímu masu, zvěřině a tvrdým sýrům. Piemontskou specialitou je spojení vína Nebbiolo s lanýži z Alby.